# Honkasaaret (ö i Norra Savolax, Inre Savolax)
Honkasaaret är en ö i Finland. Den ligger i sjön Konnevesi och i kommunen Rautalampi i den ekonomiska regionen  Inre Savolax ekonomiska region  och landskapet Norra Savolax, i den centrala delen av landet, 280 km norr om huvudstaden Helsingfors. Öns area är 2 hektar och dess största längd är 250 meter i nord-sydlig riktning.  Notera att namnet antyder att det är fråga om flera öar.